# Estación Álzaga
Álzaga es una estación ferroviaria, ubicada en el Partido de Adolfo Gonzales Chaves, en la Provincia de Buenos Aires, Argentina, 

## Historia
Pertenecía al ramal Vela - Barrow del ex FC Roca. , la estación había sido inaugurada el 2 de abril de 1886 construida por el FC Sud.

## Toponimia
Lleva el nombre de la familia Alzaga Unzue donante de los terrenos

## Servicios
Es una pequeña estación del ramal perteneciente al Ferrocarril General Roca, desde la Tandil hasta la estación Bahía Blanca, actualmente se encuentra totalmente abandonada y desmantelada.